# Schildersbuurt-Zuid (Utrecht)
De Schildersbuurt-Zuid is een kleine buurt in de wijk 'Oost' in Utrecht, de hoofdstad van de Nederlandse provincie Utrecht. 

## Ligging
Grofweg bestaat de Schildersbuurt-Zuid uit de oostelijke zijstraten van de Adriaen van Ostadelaan, van de Rembrandtkade tot aan de Stadionlaan-flats bij Galgenwaard. 
De buurt wordt begrensd door de buurten Abstede, de  Rubenslaan e.o en de IBB, de  Schildersbuurt zelf waarvan het uiteraard een zuidelijk verlengstuk vormt, het Wilhelminapark en de Kromhoutkazerne achter de Waterlinieweg. De buurt ligt ook nabij de Sterrenwijk, Rijnsweerd en Oudwijk.

## Kenmerk
De hoofdstraat, als werk- en winkelgebied en voor andere diensten, is de Adriaen van Ostadelaan. Deze sluit aan op de Mecklenburglaan, Homeruslaan en Oosterstraat, en leidt naar het voetbalstadion Galgenwaard. Langs de Rembrandtkade loopt de Minstroom, een klein riviertje dat van Rijnsweerd richting Oudwijk-Zuid en Abstede/Sterrenwijk stroomt.